# Toomas Hendrik Ilves
Toomas Hendrik Ilves (né le 26 décembre 1953 à Stockholm) est un diplomate, journaliste et homme d'État estonien, président de la république d'Estonie de 2006 à 2016.

## Biographie

### Émigration
Ilves naît à Stockholm en Suède mais passe la plus grande partie de sa vie aux États-Unis, où ses parents ont émigré après l'occupation de l'Estonie par l'Union soviétique en 1940.

### Études et carrière
Il fait ses études à l'université Columbia de 1972 à 1976, puis à l'université de Pennsylvanie où il obtient une maîtrise en psychologie en 1978. De 1974 à 1979, il travaille comme chercheur au département de psychologie de l'université Columbia. De 1979 à 1981, il est professeur d'anglais et directeur adjoint du Centre éducatif ouvert du New Jersey. De 1981 à 1982, il dirige le Centre de littérature de Vancouver au Canada. En 1983-1984, il enseigne la littérature et la linguistique estoniennes à l'université Simon Fraser de Vancouver.
Il travaille de 1984 à 1993 à Radio Free Europe, d'abord comme analyste politique, puis comme directeur de la rédaction estonienne entre 1988 et 1993.

### Vie privée
Il se marie en premières noces avec Merry Bullock dont il a deux enfants Luukas Kristjan en 1987 et Juulia Kristiine en 1992.
Il se remarie en 2004 avec Evelin Int dont il a une fille, Kadri Keiu en 2003. Le couple divorce en 2015.
Le 2 janvier 2016, il épouse en troisièmes noces la Lettone Ieva Kupče, qui dirige la section chargée de la politique de sécurité informatique au ministère de la Défense de la république de Lettonie. En novembre de la même année, ils ont un garçon prénommé Hans Hendrik.

### En politique

#### Dans la diplomatie estonienne
De 1993 à 1996, il est ambassadeur d'Estonie aux États-Unis, au Canada et au Mexique puis ministre des Affaires étrangères de 1996 à 1998 et de 1999 à 2002. Député européen à partir du 1er mai 2004, il est tout au long de son mandat le premier vice-président de la commission des Affaires étrangères du Parlement européen. Membre du Parti populaire des modérés, devenu le Parti social-démocrate, il en démissionne en septembre 2006 après son élection à la présidence de la république d'Estonie.

#### Président de la République
Le 27 août 2006, il échoue au deuxième et troisième tour de l'élection présidentielle et doit donc attendre le quatrième tour, le 23 septembre, pour être élu face au sortant Arnold Rüütel. Parmi les quatre partis appuyant sa candidature, trois sont issus du centre droit.
Le 29 août 2011, il est réélu pour un nouveau mandat par le Riigikogu, au premier tour, avec 73 voix sur 101. Son adversaire, Indrek Tarand recueille lui 25 voix. C'est la première fois, depuis l'indépendance de l'Estonie en 1991, que le président est élu dès le premier tour.
Il est membre du conseil d'administration du think tank Les Amis de l'Europe en 2005 et du comité exécutif de la Commission trilatérale en 2005 et 2006.

#### Après la présidence
En mai 2025, Toomas Hendrik Ilves adhère au parti fédéraliste européen Volt Europa.

## Prix et distinctions
- Ordre du Blason national d'Estonie de troisième classe, 2004
- Ordre des Trois Étoiles de la république de Lettonie
- Grand officier de la Légion d'honneur
- Ordre de la Rose blanche
- Ordre de la Croix de Terra Mariana
- Grand-croix de l'ordre royal norvégien du Mérite